# Harvest (album)
Harvest – czwarty solowy album nagrany przez Neila Younga w okresie od stycznia do września 1971 i wydany przez firmę nagraniową Reprise w 1972 r.

## Historia i charakter albumu
Po rozwiązaniu się grupy Crosby, Stills, Nash and Young, Neil Young zebrał grupę słynnych studyjnych muzyków (zobacz: Area Code 615) i nazwał ją Stray Gators.
Po wydaniu w lutym 1972 r. album ten stał się najlepiej sprzedającą płytą długogrającą 1972 r. w USA i dotarł do 1 miejsca na liście najpopularniejszych albumów.
Ten niespodziewany sukces i nagła sława o mało nie przyczyniły się do porzucenia przez Younga zawodu muzyka.
Płyta ta była, jak zwykle w tym okresie, wyważoną mieszanką rocka, country rocka i folk rocka. Young nie zawahał się także przed umieszczeniem na albumie utworu o problemie uzależnienia od narkotyków. Artysta, który nigdy nie używał narkotyków, będzie już niedługo świadkiem śmierci swoich dwóch przyjaciół, co zaowocuje serią depresyjnych płyt.

## Oceny i wpływy albumu
- W 1998 czytelnicy magazynu Q w czasie głosowania wybrali Harvest 64 największym albumem wszech czasów.
- W 2003 album został sklasyfikowany na 78. miejscu listy 500 albumów wszech czasów magazynu Rolling Stone[2].
- W 1996, 2000 i 2005 r. czytelnicy pisma Chart Magazine umieścili album na 2 pozycji w kategorii najlepszych albumów kanadyjskich.
- Zajął pierwszą pozycję w książce Boba Mersereau z 2007 r. The Top 100 Canadian Albums.

## Muzycy
- Neil Young – gitara, wokal, harmonijka

Stray Gators (1, 2, 4, 5, 6, 8, 10)
- Ben Keith – elektryczna gitara hawajska
- Jack Nitzsche – pianino, gitara slide, aranżacja (3, 7)
- Tim Drummond – gitara basowa
- Kenny Buttrey – perkusja

Inni muzycy
- John Harris – pianino (2)
- James Taylor – wokal wspierający (4, 6)
- Linda Ronstadt – wokal wspierający(4, 6)
- David Crosby – wokal wspierający (5, 8)
- Graham Nash – wokal wspierający (5, 10)
- Stephen Stills – wokal wspierający (8, 10)
- London Symphony Orchestra (dyr. David Meechan) (3, 7)

## Spis utworów
| 1.  | "Out on the Weekend"               | 4:34  |
|     |                                    |       |
| 2.  | "Harvest"                          | 3:11  |
|     |                                    |       |
| 3.  | "A Man Needs a Maid"               | 4:05  |
|     |                                    |       |
| 4.  | "Heart of Gold"                    | 3:07  |
|     |                                    |       |
| 5.  | "Are You Ready for the Country?"   | 3:23  |
|     |                                    |       |
| 6.  | "Old Man"                          | 3:24  |
|     |                                    |       |
| 7.  | "There's a World"                  | 2:59  |
|     |                                    |       |
| 8.  | "Alabama"                          | 4:02  |
|     |                                    |       |
| 9.  | "The Needle and the Damage Done"   | 2:03  |
|     |                                    |       |
| 10. | "Words (Between the Lines of Age)" | 6:40  |
|     |                                    |       |
|     |                                    | 37:28 |
|     |                                    |       |

## Opis płyty
- Producent – Elliot Mazer i Neil Young (1, 2, 4, 5, 6, 8, 10); Jack Nitzsche (3, 7); Henry Lewy i Neil Young (9)
- Data nagrania – styczeń–wrzesień 1972
- Miejsce nagrania – Quadrafonic Sound Studios, Nashville, Tennessee; Broken Arrow Studio No. 2 w Kalifornii; Barking Town Hall w Londynie, Anglia; Royce Hall na UCLA w Kalifornii – nagranie koncertowe (9)
- Długość – 37 min. 28 sek.
- Projekt – Tom Wilkes dla Camouflage Productions.
- Zdjęcia – Joel Bernstein
- Firma nagraniowa – Reprise
- Numer katalogowy – 2277-2

## Listy przebojów

### Album
| Rok  | Lista         | Pozycja |
| ---- | ------------- | ------- |
| 1972 | Billboard 200 | 1       |

### Single
| Rok  | Singel          | Lista             | Pozycja |
| ---- | --------------- | ----------------- | ------- |
| 1972 | "Old Man"       | Billboard Hot 100 | 31      |
| 1972 | "Heart of Gold" | Billboard Hot 100 | 1       |